# 押山雄一
押山 雄一（おしやま ゆういち、1964年2月2日 - ）は、日本の漫画家。神奈川県出身、血液型A型。代表作に『あばれ花組』、『TWO-TOP』など。

## 略歴
1985年、「私立東湘高校サッカー部」が「おしやまゆういち」名義で第29回手塚賞佳作受賞。1987年に『あばれ花組』（月刊少年ジャンプ）で連載デビュー。

## 作品リスト
- 私立東湘高校サッカー部（ジャンプオリジナル、集英社）
- PK戦士（ジャンプオリジナル、集英社）
- あばれ花組（月刊少年ジャンプ、集英社、全19巻）※原作：森伸一郎
- ホットライン（ジャンプオリジナル、集英社）
- オーバーラップ（月刊少年ジャンプ、集英社）
- RYUBI（ジャンプオリジナル、集英社）
- TRAVEL OF DREAMS（増刊ヤングジャンプDX、集英社）
- オッシー花組の香港卒業旅行（ジャンプオリジナル、集英社）
- 湘南姣龍伝月刊少年ジャンプ、集英社）
- SOKKOH〜速攻ベアーズクラブ、集英社、全2巻）
- 湘南蚊龍伝（月刊少年ジャンプ、集英社、全2巻）※原作：武甲圭吾
- ホラGUY（ヤングテイオー、ぶんか社、全2巻）
- プリティトラップ（近代麻雀オリジナル、竹書房）
- ONE-1（ヤングテイオー、ぶんか社）
- L-GIRL（増刊スーパージャンプDX、集英社）
- RING（MANGAオールマン、集英社）
- 野人岡野雅行物語（週刊ヤングジャンプ、集英社、全1巻）
- TWO-TOP（週刊ヤングジャンプ、集英社、全4巻）
- ドッケン！（増刊ビジネスジャンプEX、集英社）※原作：村田青
- GO AHEAD 昇竜伝（まぁるまん、ぶんか社、全2巻）※原作：英福真美
- SLOCCO（パチスロ7Jr.、辰巳出版）
- 三国志異聞RYUBI（コミックTENCHU、ホーム社）
- SLOCA（パチスロ7Jr.、辰巳出版）
- 鬼雀（近代麻雀オリジナル、竹書房）
- 海洋探偵風太（MEN'S MYSTERY、ホーム社）※原作：荒巻社家
- 弁護士くずれ早見忠太郎（別冊週漫スペシャル、芳文社）※原作：オフィスMg
- バイプッシュ（パチスロ7Jr.、辰巳出版）※監修：ウシオ
- NIGHT BIRDS（パチンコボンバー7、マイウェイ出版）※原作：瀬島洋一
- マグナムTOKYO物語（コミック格闘王、集英社インターナショナル）
- フット猿（別冊週漫TIMES、芳文社）※原作：拳剣斗
- GO！SHOW！Har！（パチスロVセブン、双葉社）※監修：レビン
- 悶々シンデレラ（携帯コミック、松文館）
- 宗義智『対馬藩・決死の国書すり替え—朝鮮通信使秘話』（その時歴史が動いた・戦国・江戸の危機編、ホーム社）
- 三国志名将列伝（ホーム社）
- コミック日常生活サバイバル術（ホーム社）※原作：横溝邦彦
- 直江兼続と７人の戦国武将（ホーム社）※原作：良歩五郎
- お取り寄せ美味いもん大全（ホーム社）※原作：横溝邦彦
- 田中将大VSソフトバンク 清原和博VS桑田、野茂、藤川（プロ野球因縁の対決9番勝負、日本文芸社）※原作：眞島浩一
- 田中将大VSダルビッシュ有、佐々木主浩（プロ野球剛球エース9番勝負、日本文芸社）※原作：眞島浩一
- 西岡剛、清原和博&桑田真澄（甲子園スーパースター９番勝負、日本文芸社）※原作：眞島浩一
- 史上最大の下克上（プロ野球日本シリーズ9番勝負、日本文芸社）※原作：眞島浩一
- ベースボール弁護士（週刊漫画ゴラク、日本文芸社）
- 開幕戦名勝負！小早川、意地の三連弾！（がっつり！プロ野球、日本文芸社）※原作：眞島浩一
- 救え命 届け心（e-doctor ※医療求人サイト）※原作：青木健生・衣鳩久哉
- 奇跡の代打逆転満塁サヨナラ優勝ホームラン（がっつり！プロ野球、日本文芸社）※原作：眞島浩一
- ダルの秘密兵器ジャイロカッターｖｓ巨人・阿部（がっつり！プロ野球、日本文芸社）※原作：眞島浩一
- 世界を制した雑草魂　（がっつりプロ野球、日本文芸社）※原作：眞島浩一
- 伊藤智仁　悲運の新人王　（がっつり！プロ野球、日本文芸社）※原作：眞島浩一
- 田中将大、夢のメジャーへ！！（プロ野球スーパースター名勝負スペシャル、日本文芸社）※原作：眞島浩一
- ザイが作ったマンガ「FX」入門 （ダイヤモンド出版）　監修；陳満咲杜
- 掛布雅之　永遠のスラッガー!! （がっつりプロ野球、日本文芸社）※原作　眞島浩一
- 村田兆治　奇跡の復活（がっつりプロ野球、日本文芸社）※原作　眞島浩一
- 小久保裕紀　ザ・キャプテン!! （がっつりプロ野球、日本文芸社）※原作　眞島浩一
- 澤村栄治物語　（がっつりプロ野球、日本文芸社）※原作　宮崎克
- 大谷翔平　大投手、大打者への道（プロ野球伝説の名勝負スペシャル。日本文芸社）※　原作：眞島浩一
- ビクトルスタルヒン物語　（がっつりプロ野球、日本文芸社）*原作　宮崎克
- 柳田悠岐　（プロ野球、入魂の名勝負　日本文芸社）※原作：眞島浩一
- 龍拳演義　（布卡漫画）※作画　八望
- 筒香嘉智〜不器用な天才（スーパースター甲子園&プロ野球名勝負ワイドSP 日本文芸社）※　原作：眞島浩一
- 押山の漫画教室　（翻漫画、翻翻）
- 研修医日記　（e-doctor ※医療求人サイト）※原作：青木健生
- 龍拳演義　転生!シン三国志 (LINEマンガ）※作画　八望

## 師匠
- 野部利雄